# Герб Великописарівського району
Герб Великописарівського району — офіційний символ Великописарівського району, затверджений рішенням сесії районної ради.

## Опис
Пурпуровий щит із золотою нитяною облямівкою перетятий лазуровою хвилястою нитяною балкою із срібною нитяною облямівкою, над якою в перев'яз справа розміщено золотий колос із сімнадцятьма зернятами - кількість місцевих рад району. База срібна, з сімома зубцями.